# Mogadíscio
Mogadíscio ou Mogadixo (em somali Muqdisho, popularmente Xamar; em árabe مقديشو, Maqadīshū) é a capital e maior cidade da Somália. Localiza-se na costa do Oceano Índico. Tem aproximadamente 2,4 milhões de habitantes (dados de 2022).
Dominada nos últimos quinze anos pelos senhores da guerra, a cidade passou a ser controlada em 2006 pelas milícias islâmicas coordenadas pela Conselho Supremo das Cortes Islâmicas. No fim do mesmo ano, foi conquistada pelo governo de transição somali, com ajuda do exército etíope.
Após a derrubada do regime de Siad Barre e a guerra civil que se seguiu, várias milícias lutaram pelo controle da cidade, depois de ser substituído pela União dos Tribunais Islâmicos. Por sua vez, a União dos Tribunais Islâmicos dividiu-se em grupos mais radicais, nomeadamente Al Shabaab, que lutou contra o Governo Federal de Transição e os seus aliados da Missão da União Africana para a Somália (AMISOM). Com uma mudança na administração, no final de 2010, o controle federal de Mogadíscio constantemente expandiu-se. O ritmo de ganhos territoriais também foi muito acelerado, com as tropas do governo mais treinadas e a atuação da AMISOM na cidade. No início de agosto de 2011, as tropas do governo e os seus parceiros da AMISOM forçaram Al-Shabaab a entregar as partes da cidade que o grupo havia controlado anteriormente. Esse mesmo grupo Al-Shabaab, atacou a prefeitura de Mogadíscio em um atentado suicida no dia 24 de Julho de 2019, causando a morte do presidente Abdirahman Omar Osman. Mogadíscio, posteriormente, passou por um período de reconstrução intensa.

## História

### Primórdios

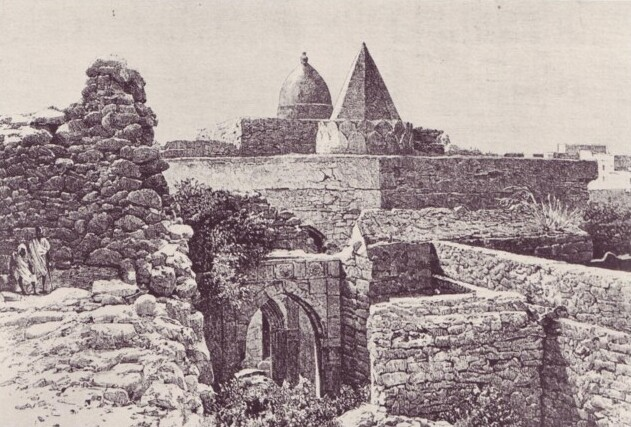
Gravura da mesquita Fakr ad-Din do século XIII construída por Fakr ad-Din, o primeiro sultão do Sultanato de Mogadíscio.

De acordo com o Périplo do Mar Eritreu, o comércio marítimo ligado aos somalis na área de Mogadíscio com outras comunidades ao longo do Oceano Índico consta no século I da Era Cristã. Com a chegada de profissionais muçulmanos da Península Arábica por volta de 900 d.C., Mogadíscio foi bem adaptado para se tornar um centro regional para comércio. O nome "Mogadíscio" provém do árabe Maq'ad Shah ("O Trono do Xá"), um reflexo da cidade precoce da influência persa. Por muitos anos, Mogadíscio se converteu como a cidade pré-eminente na Bilad al Barbar ("Terra dos Bárbaros"), que era o termo árabe medieval para o Corno de África.

Bandeira Ajuran, um império somali do qual a Mogadíscio medieval era uma cidade importante.

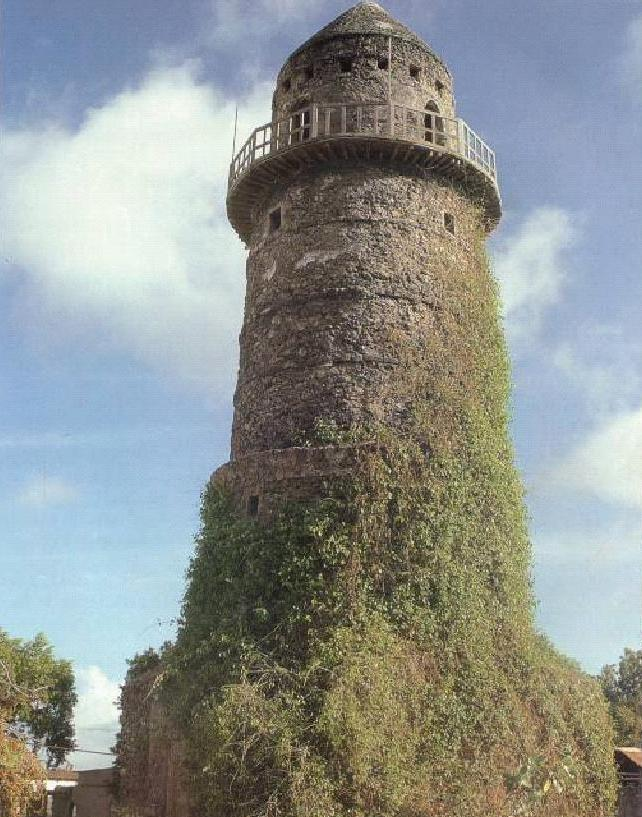
Torre Almnara, Mogadíscio

A cidade estava no auge de sua prosperidade, quando o marroquino viajante Ibn Batuta apareceu na costa da Somália em 1331. Batuta descrevera Mogadíscio como "uma cidade extremamente grande", com muitos comerciantes ricos, que era famoso por sua alta qualidade de tecido que depois era exportado para o Egito, Entre outros lugares, ele acrescentou que a cidade foi governada por um sultão somali que falou tanto o somali quanto o árabe com influência igual.

### 1800-1950

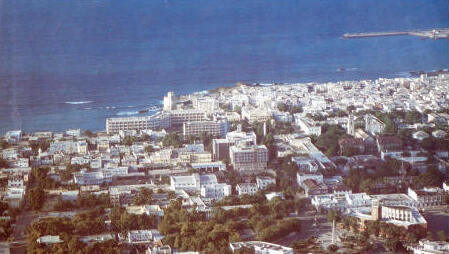
Costa metropolitana de Mogadíscio durante a década de 1980

Em 1871, Barghash bin Said, o sultão de Zanzibar, ocupou a cidade. Em 1892, Ali bin Said aluga a cidade à Itália. Em 1905 tornou a capital da Somália Italiana. Depois da Primeira Guerra Mundial o território circundante veio sob controle italiano com certas resistências. Milhares de colonos italianos foram morar em Mogadíscio e fundaram empresas de manufatura de pequeno porte. Eles também desenvolveram algumas áreas agrícolas ao redor da capital, como a Villaggio Duca degli Abruzzi e Genale.

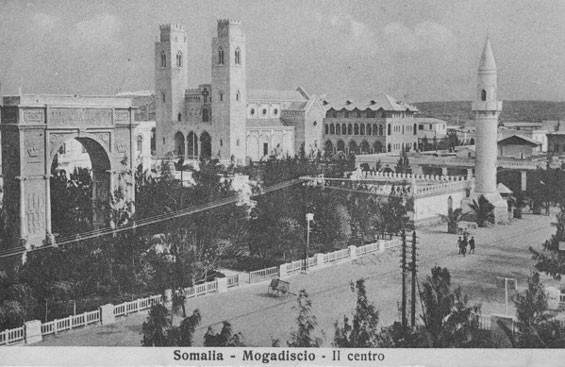
Centro de Mogadíscio em 1936. Mesquita de Arba'a Rukun à direita do centro. Nas proximidades pode ser vista a Catedral Católica e o Arco de Umberto

Na década de 1930 foram construídos novos edifícios e avenidas. 114 km de trilhos de bitola estreita foram estabelecidos a partir de Mogadíscio. Uma estrada asfaltada, a Strada Imperiale também foi construída, e até hoje se destina à ligação de Mogadíscio a Adis-Abeba, capital da Etiópia. Mogadíscio continua a ser a capital da Somália Italiana durante toda a ocupação italiana. Tornou-se a capital da independente da Somália em 1960, após a independência, quando dois protetorados (um italiano e outro britânico) uniram-se.

### História moderna e guerra civil
As forças rebeldes entraram e tomaram a cidade em 1990. Mohamed Siad Barre foi retirado do poder e fugiu para o Quênia em 1991. Uma facção proclamou Ali Mahdi Muhammad como presidente. Uma guerra civil entre clãs e facções rebeldes eclodiu e logo tomou conta de todo o país, principalmente em áreas rurais. A guerra destruiu a agricultura e causou fome e destruição em grande parte da Somália, incluindo Mogadíscio. A situação humanitária do país só piorou em decorrência da guerra. Estima-se que mais de 300 mil civis morreram, principalmente por inanição. 

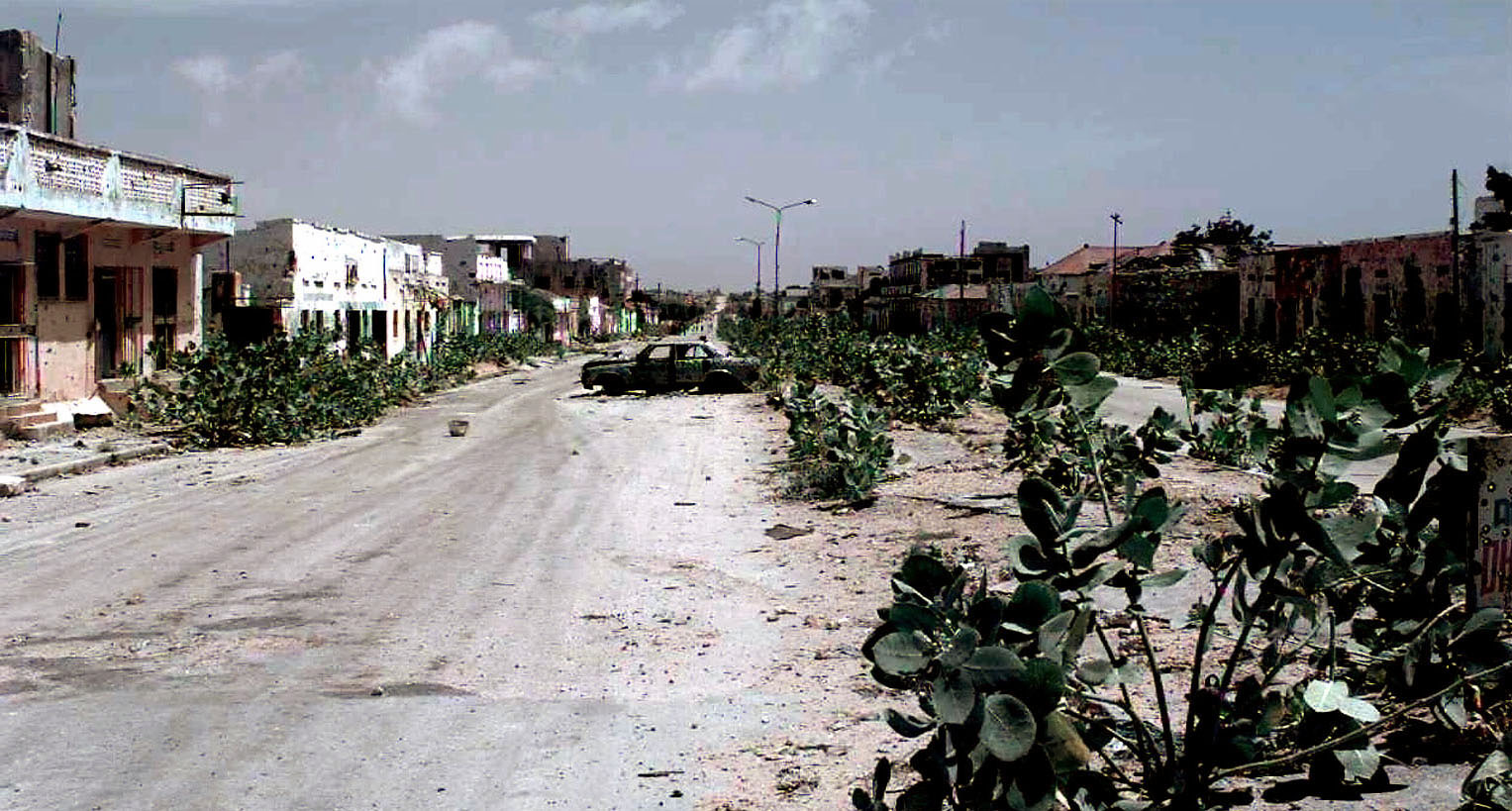
Rua abandonada e parcialmente destruída conhecida como "Linha Verde". A rua era uma linha divisória entre o Norte e o Sul de Mogadíscio e marcava o conflito entre os clãs beligerantes

Em decorrência dos poucos resultados obtidos pela UNOSOM I, em dezembro de 1992, os Estados Unidos em uma ação multinacional com vários outros membros da ONU lançaram a Força Tarefa Unificada (UNITAF) através da Resolução 794, aceitando à oferta dos Estados Unidos de envio de tropas militares à serviço da ONU sob comando norte-americano, com o objetivo de estabelecer um ambiente seguro para a distribuição de ajuda humanitária e devolver as condições de normalidade à Somália.

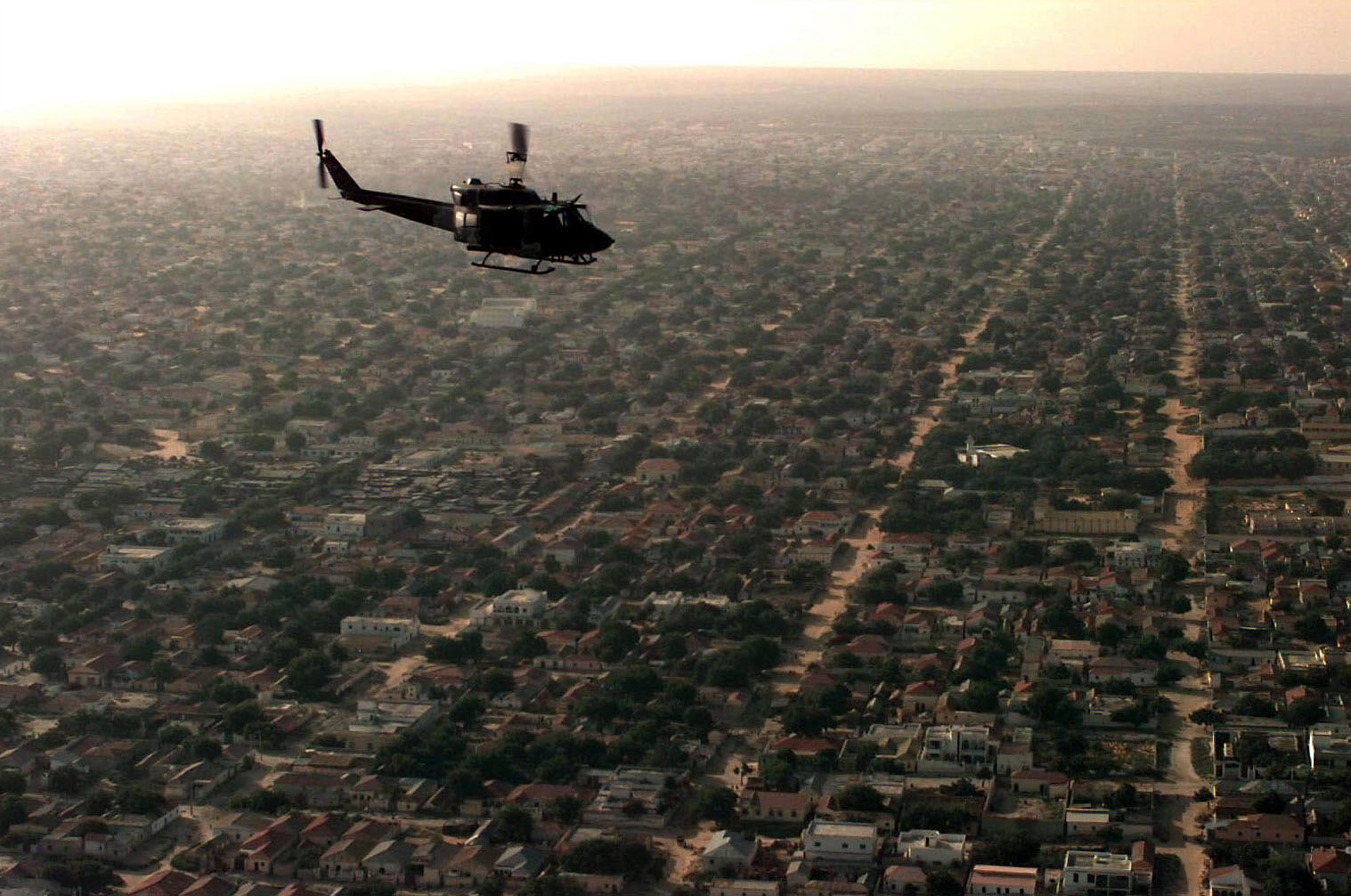
Vista aérea de uma área residencial de Mogadíscio com um helicóptero estadunidense UH-1 Iroquois sobrevoando em busca de hostilidades em dezembro de 1992, como parte da Operação Restaurar Esperança (UNITAF).

Um contingente de fuzileiros dos Estados Unidos (Marines) aterrou no aeroporto de Mogadíscio em 9 de dezembro de 1992 a liderar as Nações Unidas para a manutenção da paz durante a operação “Restaurar a Esperança”, onde forças do Paquistão, Itália e Malásia também participaram.

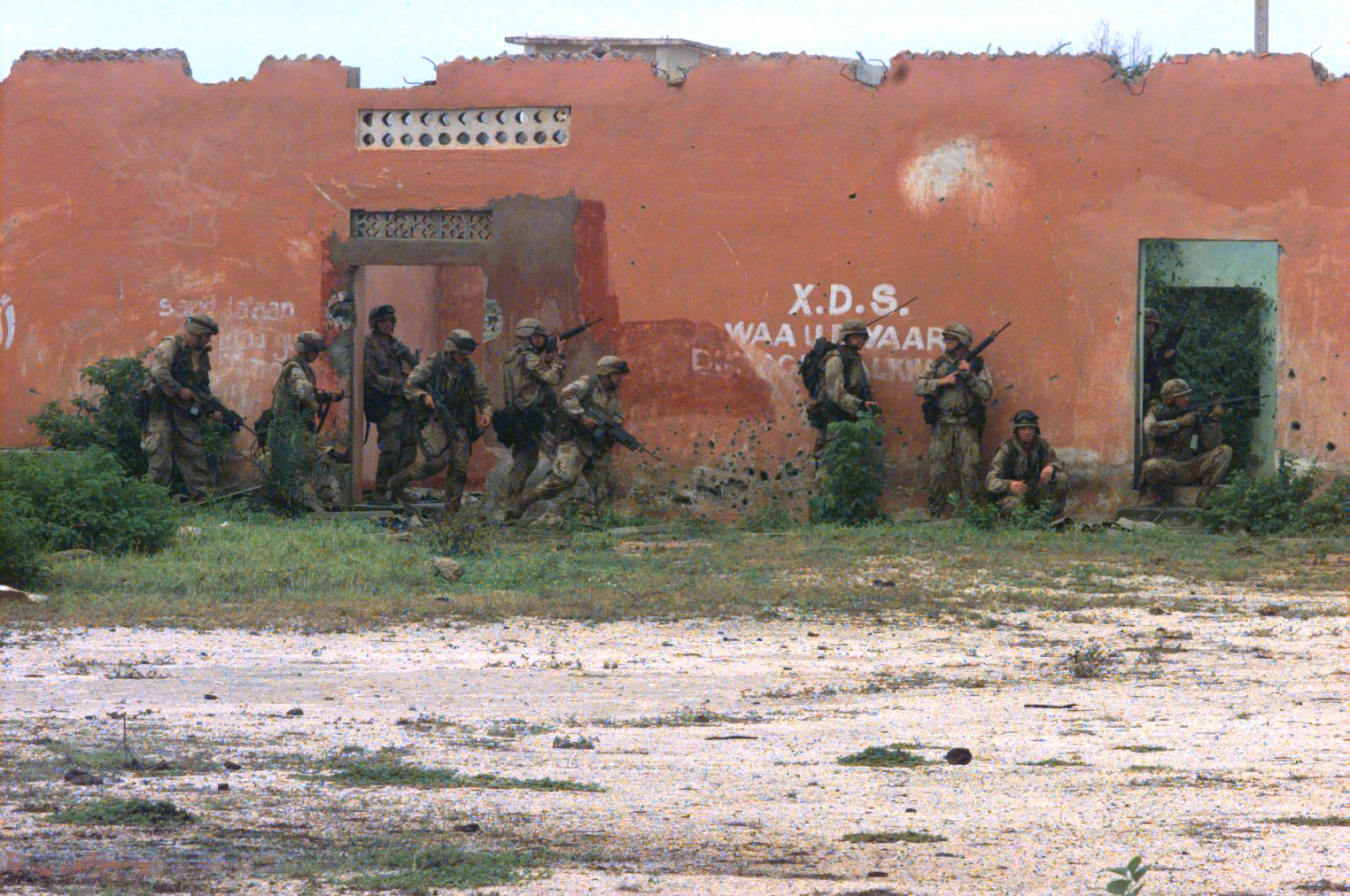
Fuzileiros estadunidenses conduzem uma varredura de prédio em prédio para cercar e apreender a área de estoque de armas na parte norte da capital por volta de janeiro de 1993.

Na esteira da operação, após a retirada dos fuzileiros estadunidenses, uma manutenção da paz ainda continuou. Em junho de 1993, durante a UNOSOM II, uma força de paz da ONU constituída de 24 soldados paquistaneses foram emboscados e assassinados por forças rebeldes em uma área controlada de Mogadíscio. O ataque foi sucedido por um atentado à bomba que resultou na morte de 4 militares americanos. Os ataques acabaram por ser atribuídos à facções lideradas por Mohammed Farah Aidid, que havia se auto-proclamado 'presidente da Somália'. No final de agosto de 1993, após uma resolução proposta pelo presidente americano Bill Clinton, a Força Tarefa Ranger, incluindo o 1º Destacamento Operacional das Forças Especiais – Delta e outras forças especiais americanas foram implantadas em Mogadíscio como parte da Operação Serpente Gótica para capturar Aidid e suas lideranças políticas.

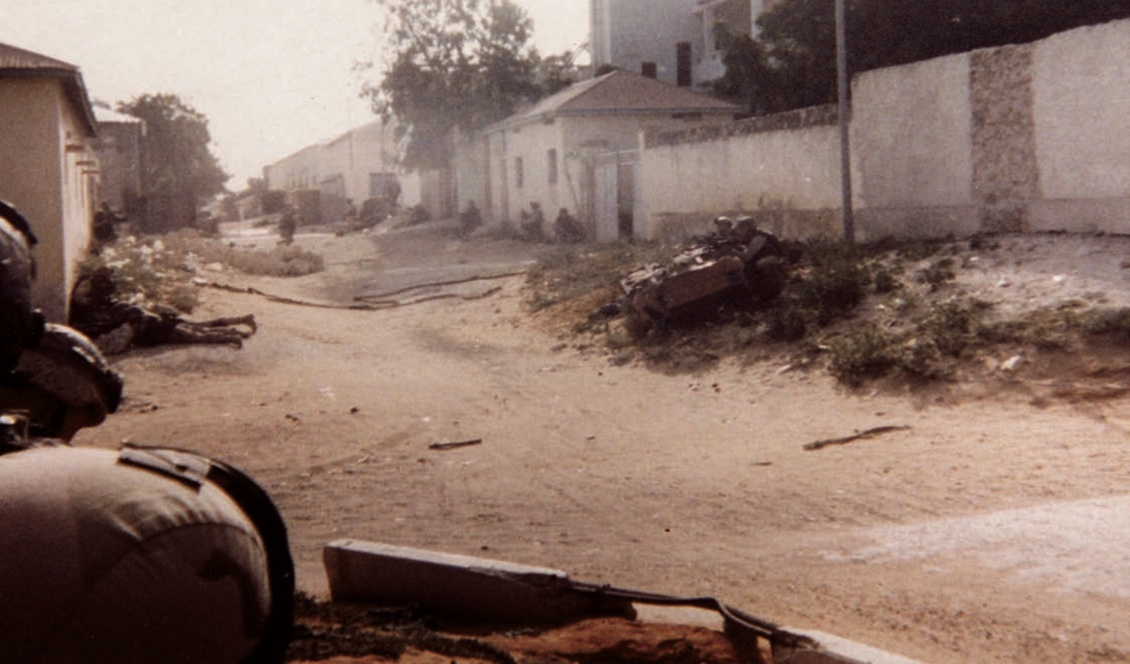
Soldados americanos da Força Tarefa Ranger encurralados sob fogo das milícias somalis durante a Batalha de Mogadíscio em 3 de outubro de 1993.

Em 4 de outubro de 1993 às 6h30min, após uma longa batalha, as forças americanas finalmente foram evacuadas para a base paquistanesa das Nações Unidas na cidade por um comboio blindado. A Batalha de Mogadíscio ocorrida entre 3 e 4 de outubro de 1993 foi considerada, até aquele momento, o combate urbano mais violento envolvendo o exército dos Estados Unidos desde a guerra do Vietnã. 18 soldados estadunidenses morreram e 73 ficaram feridos enquanto dois helicópteros UH-60L Black Hawk (também dos Estados Unidos) foram abatidos e outros três foram colocados fora de ação. Este incidente foi dramatizado no filme Black Hawk Down de Ridley Scott. Depois da batalha, os corpos de uma ou mais vítimas (tripulantes do segundo helicóptero abatido e seus defensores) foram arrastados pelas ruas de Mogadíscio por uma multidão de civis locais e forças da SNA. Como resultado da batalha, as forças da Malásia perderam um soldado e tinham sete feridos, enquanto os paquistaneses sofreram dois feridos. Baixas do lado somali estavam pesadas, com estimativas de mortos variando de 500 a mais de 2 000 pessoas incluindo civis. As baixas somalis eram entre milicianos e civis locais. Dois dias depois da batalha, um morteiro caiu sobre o composto dos Estados Unidos matando um soldado estadunidense e ferindo outros doze, aumentando as baixas americanas para 19. A missão americana na Somália foi tachada como um fracasso. O governo Clinton, em particular, foi duramente criticado pelo resultado da operação. Porém, as críticas mais duras vieram após a decisão do governo de retirar todas as tropas americanas da Somália antes da missão da ONU ser completada, com nenhum dos objetivos humanitários sendo atingidos e com o país ainda mergulhado em anarquia devido a violência.
Mogadíscio foi posteriormente executado por concorrentes senhores de guerra até 2006, quando islâmicos formaram uma coalizão de empresários bem-sucedidos, assumiu o controle e governado a cidade com a União dos Tribunais Islâmicos. Mais tarde, naquele mesmo ano, um militar etíope invadiu a expulsar o Siad Barre e restaurar o governo reconhecido internacionalmente, que há muito tempo permaneceu no exílio no Quênia.
Mogadíscio foi palco de uma guerra amarga e devastação causada pelo combate entre Etiópia e soldados que invadiram a Somália para apoiar um governo frágil, e guerrilheiros islâmicos. Os conflitos se agravaram entre março e abril de 2007, novembro de 2007 e abril de 2008 com centenas de vítimas civis. Em outubro de 2008, a BBC informou que a cidade tinha sido abandonada por pelo menos metade de seus moradores, e que havia arruinado rua após rua bombardeada de edifícios no centro de Mogadíscio.
A partir de 2008, a União Africana tenta trazer estabilidade e segurança para a cidade, bem como fornecer ajuda médica à população.
Desde 8 de maio de 2009, houve um aumento da violência supostamente levando à deslocação de mais de 165 mil habitantes da cidade. A violência culminou em vários ataques a bomba suicidas, normalmente raras ocorrências na Somália. Os atentados que ceifaram muitas vidas, entre os quais Mohamed Hussein Addow, um político legislativo e do público em terceiro perfil alto-matança em tantos dias em todo o país.

## Geografia

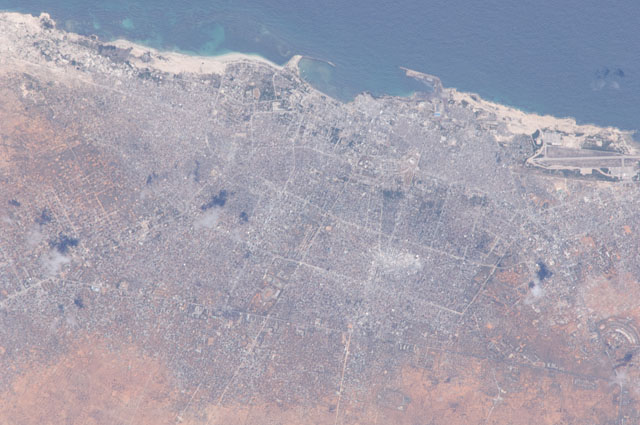
Mogadíscio vista da Estação Espacial Internacional.

Mogadíscio está localizado próximo à Linha do Equador. O Rio Shebelle (Webiga Shabelle) nasce no planalto da Etiópia, desaguando no Oceano Índico perto de Mogadíscio, após curvar-se para o sudoeste. Geralmente seco durante fevereiro e março, o rio fornece água essencial para o cultivo de cana de açúcar, algodão e bananas.

Características da cidade incluem a cidade velha Hamarwein, o mercado Bakaara, e a praia de Gezira. As praias arenosas de Mogadíscio são relatadas pelos poucos viajantes ocidentais como entre as mais belas do mundo, oferecendo acesso fácil a vibrantes recifes de coral.

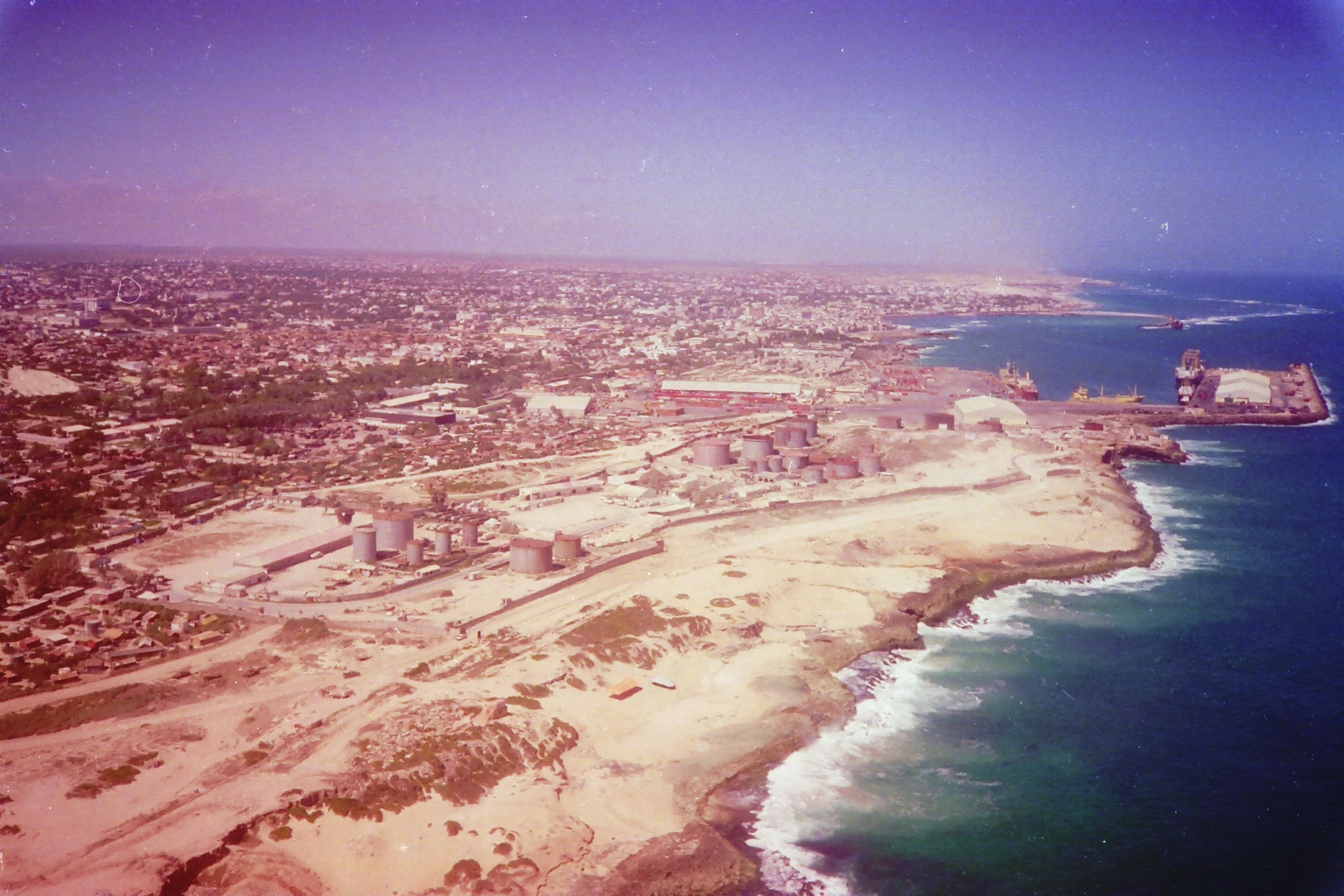
Vista da costa litorânea de Mogadíscio.

### Clima
Mesmo localizado no litoral, às margens do Oceano Índico, e próximo à Linha do Equador, Mogadíscio tem um clima semiárido (Bsh de acordo com a classificação climática de Köppen-Geiger), com um baixo índice pluviométrico anual de 427 milímetros, a maior parte na estação chuvosa. As chuvas são muito variáveis de ano para ano, e seca é um problema constante para as pessoas que vivem na Somália.
As horas de sol são muito abundantes na cidade, com uma média de oito a dez horas por dia em todo o ano, sendo mais baixa durante a estação chuvosa, quando há algum nevoeiro costeiro e maior cobertura de nuvens o ar quente passa sobre a superfície do mar frescos.
| Dados climatológicos para Mogadíscio | Dados climatológicos para Mogadíscio | Dados climatológicos para Mogadíscio | Dados climatológicos para Mogadíscio | Dados climatológicos para Mogadíscio | Dados climatológicos para Mogadíscio | Dados climatológicos para Mogadíscio | Dados climatológicos para Mogadíscio | Dados climatológicos para Mogadíscio | Dados climatológicos para Mogadíscio | Dados climatológicos para Mogadíscio | Dados climatológicos para Mogadíscio | Dados climatológicos para Mogadíscio | Dados climatológicos para Mogadíscio |
| Mês                                  | Jan                                  | Fev                                  | Mar                                  | Abr                                  | Mai                                  | Jun                                  | Jul                                  | Ago                                  | Set                                  | Out                                  | Nov                                  | Dez                                  | Ano                                  |
| ------------------------------------ | ------------------------------------ | ------------------------------------ | ------------------------------------ | ------------------------------------ | ------------------------------------ | ------------------------------------ | ------------------------------------ | ------------------------------------ | ------------------------------------ | ------------------------------------ | ------------------------------------ | ------------------------------------ | ------------------------------------ |
| Temperatura máxima recorde (°C)      | 37                                   | 39                                   | 42                                   | 41                                   | 40                                   | 38                                   | 42                                   | 42                                   | 37                                   | 32                                   | 41                                   | 42                                   | 42                                   |
| Temperatura máxima média (°C)        | 30,2                                 | 30,2                                 | 30,9                                 | 32,2                                 | 31,2                                 | 29,6                                 | 28,6                                 | 28,6                                 | 29,4                                 | 30,2                                 | 30,6                                 | 30,8                                 | 30,2                                 |
| Temperatura mínima média (°C)        | 23                                   | 23,4                                 | 24,9                                 | 25,6                                 | 24,9                                 | 23,7                                 | 23,1                                 | 23                                   | 23,4                                 | 24,3                                 | 24,2                                 | 23,5                                 | 23,9                                 |
| Temperatura mínima recorde (°C)      | 22                                   | 20                                   | 20                                   | 17                                   | 22                                   | 20                                   | 20                                   | 20                                   | 20                                   | 17                                   | 22                                   | 21                                   | 17                                   |
| Precipitação (mm)                    | 0                                    | 0                                    | 8                                    | 61                                   | 61                                   | 82                                   | 64                                   | 44                                   | 25                                   | 32                                   | 43                                   | 9                                    | 429                                  |
| Dias com chuva                       | 0                                    | 0                                    | 0                                    | 5                                    | 6                                    | 10                                   | 9                                    | 7                                    | 3                                    | 2                                    | 4                                    | 1                                    | 47                                   |
| Umidade relativa (%)                 | 78                                   | 78                                   | 77                                   | 77                                   | 80                                   | 80                                   | 81                                   | 81                                   | 81                                   | 80                                   | 79                                   | 79                                   | 79,3                                 |
| Fonte: Weltwetter Spiegel Online     |                                      |                                      |                                      |                                      |                                      |                                      |                                      |                                      |                                      |                                      |                                      |                                      |                                      |
| Fonte 2: Weatherbase                 |                                      |                                      |                                      |                                      |                                      |                                      |                                      |                                      |                                      |                                      |                                      |                                      |                                      |

## Demografia

### Etnias

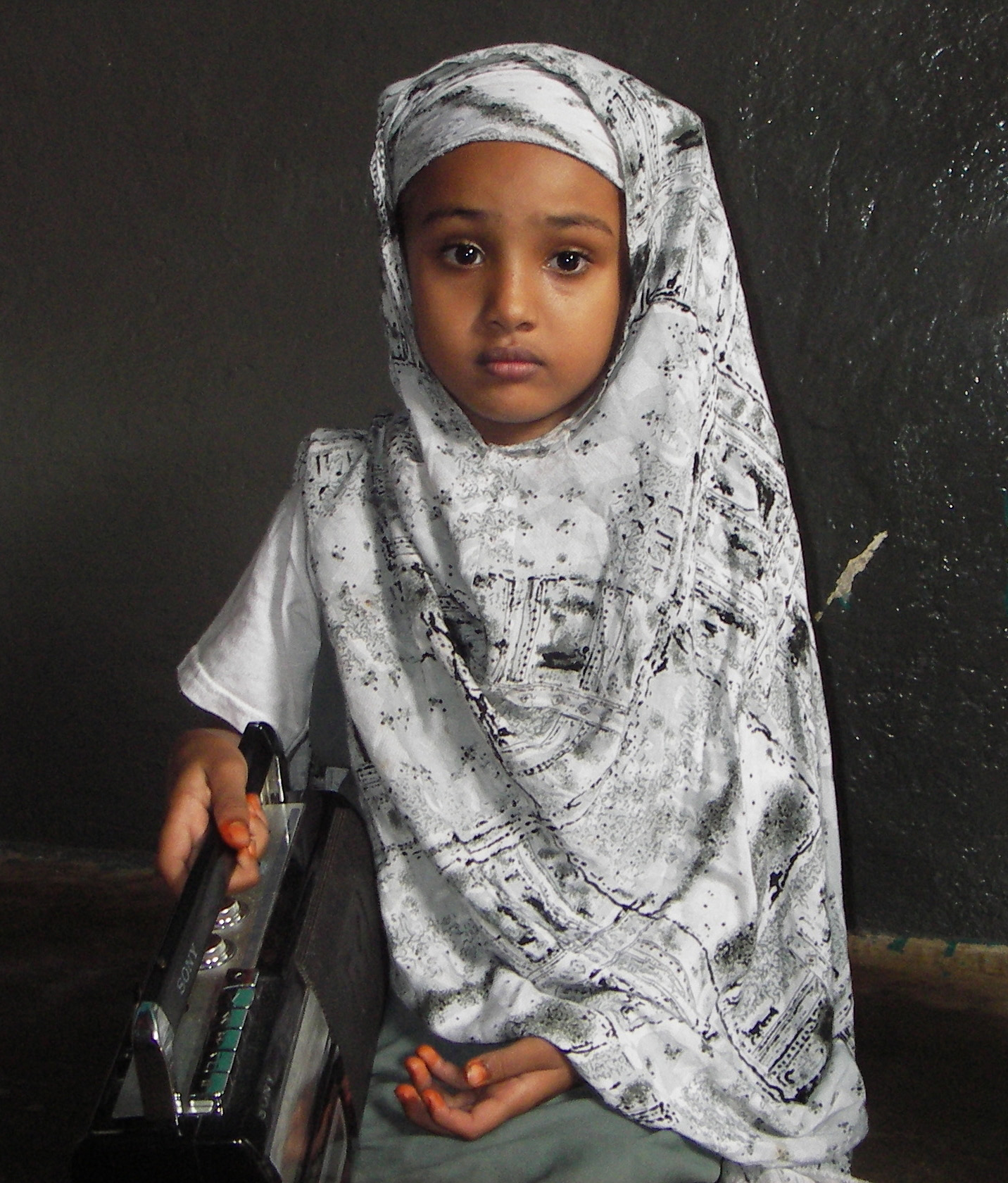
Criança somali em Mogadíscio

Mogadíscio é uma cidade multiétnica. Sua população original consistia em aborígenes bosquímanos, e mais tarde, imigrantes árabes e persas. Durante o tráfico árabe de escravos, muitos povos Bantus foram trazidos para o trabalho agrícola do mercado em Zanzibar. A mistura desses diferentes grupos produziu o Benadiri ou Reer Xamar ("Povo de Mogadíscio"), uma população composta exclusivamente para a região. No período colonial, expatriados europeus, principalmente italianos, também contribuíram para a formação da população, acentuando uma cidade cosmopolita.
A principal área de habitação das minorias étnicas Bantu na Somália tem sido historicamente em enclaves de aldeias no sul, particularmente entre os vales dos rios Juba e Shebelle, bem como as regiões de Bakool e Bay. A partir de 1970, mais Bantus começaram a se mover para os centros urbanos, principalmente Mogadíscio e Kismayo. No final da década de 1980, mais de 40% da população de Mogadíscio era composta por indivíduos de grupos étnicos minoritários. O deslocamento causado pelo início da guerra civil na década de 1990 aumentou ainda mais o número de minorias rurais que migram para as áreas urbanas. Como consequência desses movimentos, a composição demográfica tradicional de Mogadíscio mudou significativamente ao longo dos anos.
Após um melhoramento na situação de segurança na cidade, em 2012, muitos expatriados somalis começaram a retornar a Mogadíscio para oportunidades de investimento e de participar no processo de reconstrução pós-conflito. Participar da renovação de escolas, hospitais, estradas e outras infraestruturas, que têm desempenhado um papel de emergência na recuperação da capital e também ajudou a impulsionar o mercado imobiliário local.

## Administração
Mogadíscio não teve nenhum governo de funcionamento há muitos anos desde que a cidade estava a maior parte sob o controle de várias milícias fortemente armados e facções. Nos últimos anos, porém, o Governo Federal de Transição, com a ajuda de tropas estrangeiras, parece ter, finalmente, uma acumulação a meios militares necessários para exercer as milícias e restabelecer o império da lei. Atualmente, até um terço de Mogadíscio é realizado por insurgentes.

### Federal
O Governo Federal de Transição (GFT) foi o governo central internacionalmente reconhecido da Somália, entre 2004 e 2012. Sediado em Mogadíscio, constituiu o ramo executivo do governo. O Governo Federal da Somália foi estabelecido em 20 de agosto de 2012, em simultâneo com o fim do mandato interino da Governo Federal de Transição (GFT). Ela representa o primeiro governo central permanente no país desde o início da guerra civil. O Parlamento Federal da Somália serve como poder legislativo do governo.

### Municipal

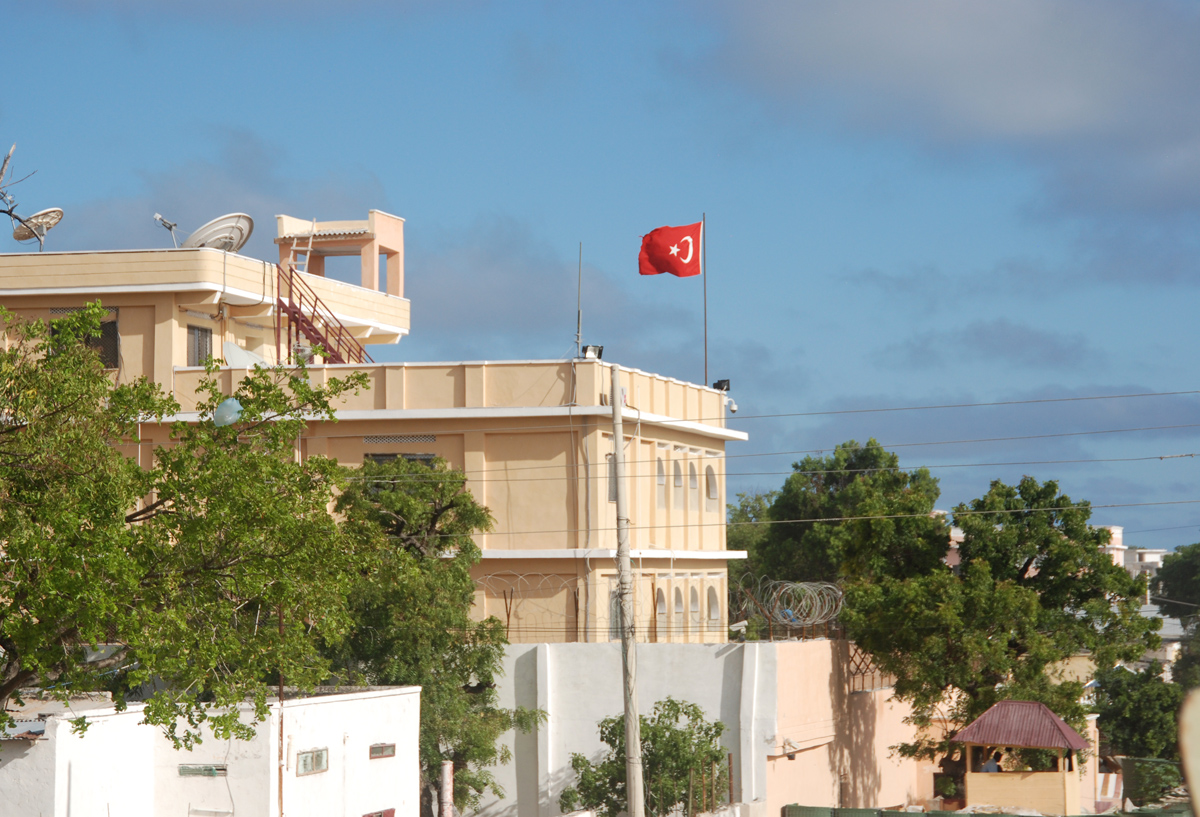
Embaixada da Turquia em Mogadíscio.

O governo municipal de Mogadíscio está atualmente liderado pelo prefeito Mohamed Nur, um ex-membro do Partido Trabalhista e consultor de negócios ao Conselho de Islington, em Londres. Desde que tomou posse em 2010, o atual governo de Mohamed Nur, em conjunto com as autoridades federais, promulgou uma série de reformas em uma tentativa de melhorar a prestação de segurança e serviços da cidade. Entre estas novas iniciativas de desenvolvimento, está um projeto de US$ 100 milhões de dólares de renovação urbana, a criação de instalações de eliminação de lixo e incineração e a criação de asfalto e arborização, de reabilitação dos edifícios da Câmara Municipal e do parlamento, reconstrução dos antigos escritórios do Ministério da Defesa, a reconstrução de estabelecimentos prisionais, de reabilitação e de construção das unidades de saúde, o estabelecimento de um Centro de Formação da Polícia e uma base permanente em Jasiira para as novas Forças Armadas da Somália, além da reconstrução da sede do Serviço Postal da Somália e reabilitação de parques públicos em vários distritos.

### Missões diplomáticas
Um certo número de países mantêm embaixadas e consulados estrangeiros em Mogadíscio. A partir de janeiro de 2014, essas missões diplomáticas incluem as embaixadas de Djibouti, Etiópia, Sudão, Líbia, Iêmen, Arábia Saudita, Turquia, Irã, Uganda, Nigéria, Reino Unido e Japão.
Outras embaixadas manifestaram interesse de representação na cidade, incluindo as embaixadas do Egito, Emirados Árabes Unidos, Itália e Coreia do Sul.

## Economia

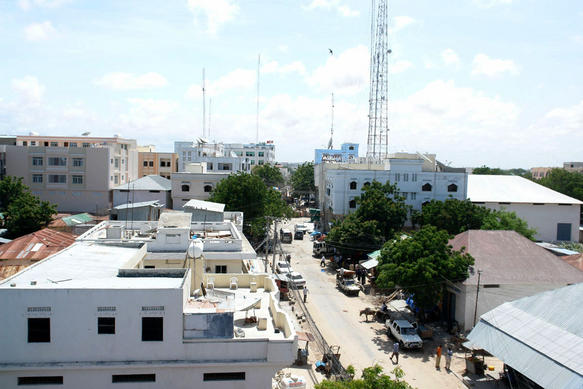
Mercado Bakaara, em Mogadíscio

Mogadíscio serve como um centro comercial e financeiro. A economia recuperou um pouco da agitação civil, embora a Guerra Civil Somali ainda apresente muitos problemas. O comércio da ausência efetiva de rendimentos governo livre, sem impostos ou reguladoras despesas, mas vem com o custo de sociedade civil e infraestrutura. As empresas contrataram milícias armadas para garantir a segurança contra homens armados, levando a uma redução gradual da violência de rua aberta. No entanto, altos níveis de criminalidade, incluindo assassinatos frequentes e ocasionais explosões ainda são grandes na cidade.
As principais indústrias incluem o processamento de alimentos e bebidas e produtos têxteis, especialmente descaroçamento de algodão. O principal mercado oferece uma variedade de bens a partir de alimentos para aparelhos eletrônicos.
A Hormuud (a maior companhia de telefone no centro-sul da Somália) e a Telcom (uma rede de telecomunicações operadoras) têm as suas sedes na cidade.

## Infraestrutura

### Transporte
Há algumas estradas que ligam Mogadíscio a outras localidades na Somália, bem como para os países vizinhos. A capital é cortada em vários modelos de estrada, com algumas vias apoiando o fluxo de tráfego, tanto de veículos quanto de pedestres. Em outubro de 2013, o major começou a construção da estrada de 23 km que leva ao aeroporto. Supervisionado por engenheiros somalis e turco, a estrada foi concluída em novembro e incluiu pista de demarcação. A iniciativa de construção de estradas era parte de um acordo maior assinado pelos governos da Somália e da Turquia para estabelecer Mogadíscio e Istambul como cidades irmãs, e no processo de trazer todas as estradas de Mogadíscio para os padrões modernos.
Entre 2012 e 2013, a autoridade municipal de Mogadíscio iniciou um projeto de instalação de iluminação pública com energia solar em todas as principais estradas da capital. Os painéis solares são esperados para melhorar a visibilidade noturna e aumentar o apelo estético do conjunto da cidade.
Em junho de 2013, duas novas empresas de táxi também começaram a oferecer o transporte rodoviário para os moradores. Parte de uma frota de mais de 100 veículos, oferecem passeios por toda a cidade. Em janeiro de 2014, a administração Banaadir lançou uma nomeação de ruas em toda a cidade. Oficialmente chamado de Casa de Numeração e Pós Code System, trata-se de uma iniciativa conjunta das autoridades municipais e representantes da comunidade empresarial somalis. O projeto faz parte do processo de modernização em curso e desenvolvimento do capital. De acordo com o prefeito Mohamed Ahmed Nur, a iniciativa também visa ajudar as autoridades firmar na segurança e resolver disputas de propriedade da habitação.

#### Aéreo

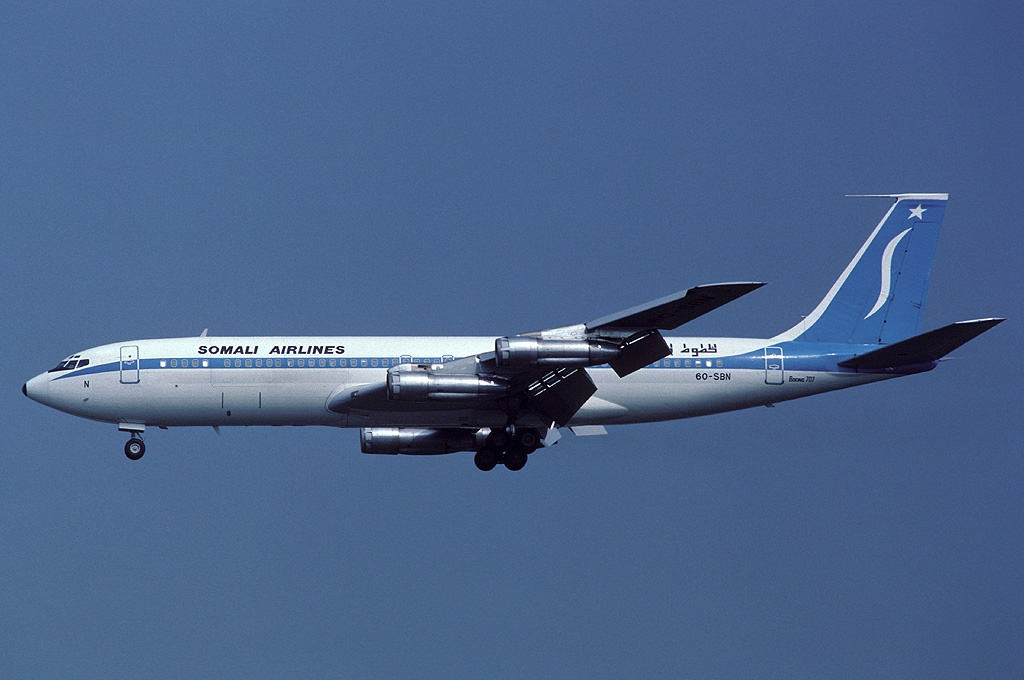
A Somali Airlines é a principal companhia aérea de atuação no Aeroporto Internacional Aden Adde.

Mogadíscio é servida pelo Aeroporto Internacional Aden Adde. Durante o período pós-independência, o aeroporto ofereceu voos para vários destinos globais. Em meados da década de 1960, o aeroporto foi ampliado para acomodar mais operadoras internacionais, como a estatal Somali Airlines, proporcionando viagens regulares para todas as grandes cidades do mundo. Em 1969, muitos campos de pouso do aeroporto também puderam hospedar pequenos jatos e outros tipos de aeronave.
Com a eclosão da guerra civil no início de 1990, os serviços de voo do Aeroporto Internacional de Mogadíscio sofreu interrupções de rotina e os seus equipamentos foram, em grande parte, destruídos. No final dos anos 2000, o Aeroporto K50, situado a 50 quilômetros ao sul, serviu como o principal aeroporto da capital, um anexo do Aeroporto Internacional de Mogadíscio, agora renomeada Aeroporto Internacional Aden Adde, momentaneamente desligado. No entanto, no final de 2010, a situação de segurança em Mogadíscio havia melhorado significativamente, o que levou o governo federal a conseguir assumir o controle total da cidade em agosto de 2011.
A partir de 2012, as maiores companhias aéreas que servem o Aeroporto Internacional Aden Adde são as empresas somalis Jubba Airways e Daallo Airlines, além da African Express Airways e Turkish Airlines. O aeroporto também oferece voos para outras cidades da Somália, como Galkayo, Berbera e Hargeisa, bem como destinos internacionais, como Dubai, Jeddah, e Istambul. Em dezembro de 2011, o governo turco anunciou planos para modernizar o aeroporto como parte do engajamento da Turquia no processo de reconstrução do conflito local. Entre as reformas previstas estão novos sistemas e infraestrutura, incluindo uma torre de controle moderna para monitorar o espaço aéreo. Em julho de 2012, Mohammed Osman Ali, diretor-geral do Ministério da Aviação e Transportes, também anunciou que o governo somali tinha começado os preparativos para reavivar a companhia aérea nacional com sede em Mogadíscio, a Somali Airlines. A primeira aeronave foi programada para entrega em dezembro de 2013.

#### Marítimo

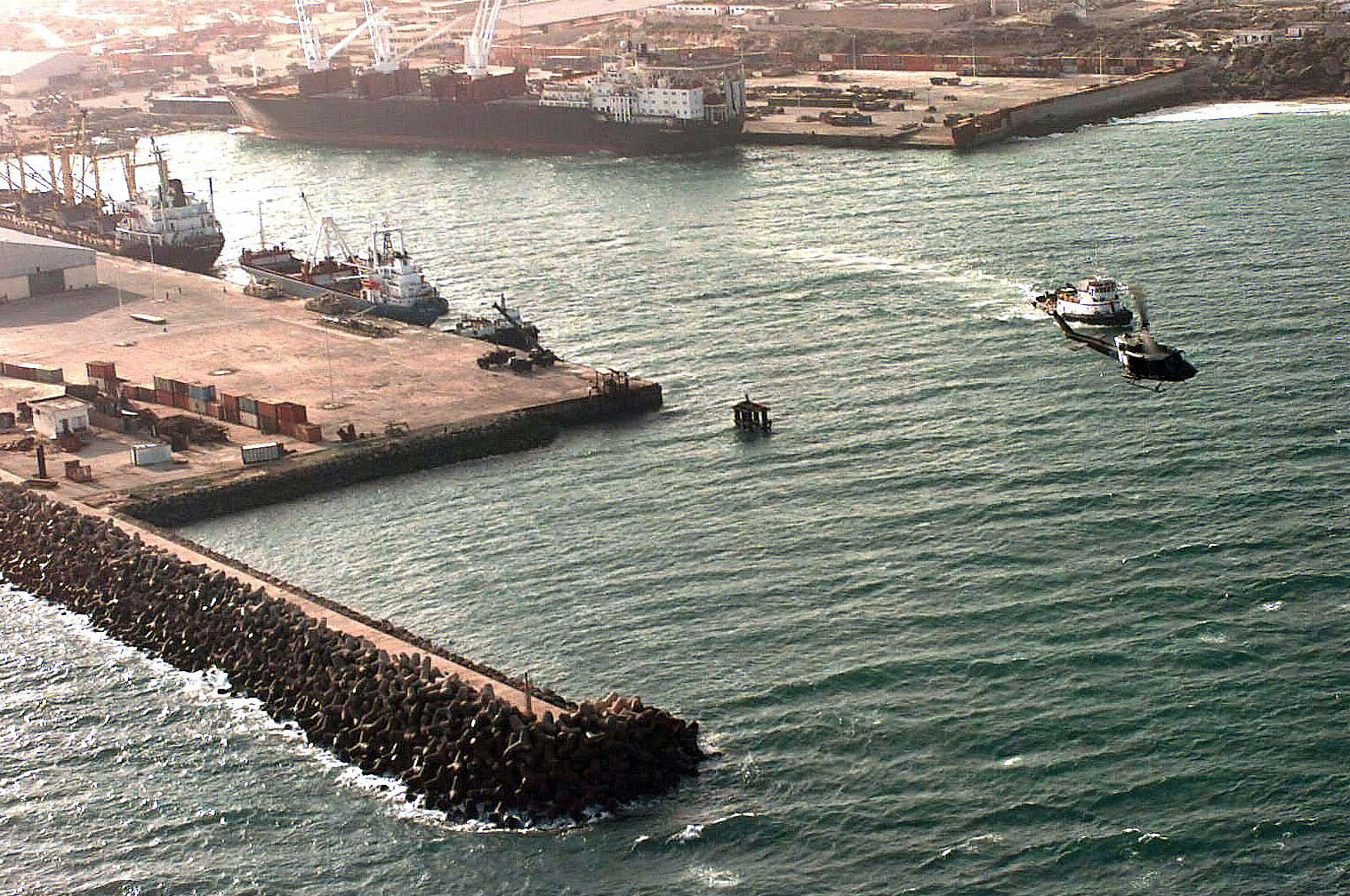
Vista aérea do porto de Mogadíscio em 1992. Três navios de carga, grandes, pequenas e médias embarcações estão atracadas ao cais. Um rebocador está se dirigindo para fora do porto

O Porto de Mogadíscio, também conhecido como Porto Internacional de Mogadíscio, é o principal porto da cidade. Classificado como um importante porto de classe, é o maior porto do país e um dos maiores da África.
Após sofrer alguns danos durante a guerra civil, o governo federal lançou o Projecto de Reabilitação do Porto de Mogadíscio, uma iniciativa para a reconstrução, desenvolvimento e modernização do porto. As renovações incluíam a instalação de tecnologia Alpha Logistics. A delegação internacional mista é constituída pelo Diretor do Porto de Djibouti e autoridades chinesas especializadas em reconstrução de infraestrutura, que simultaneamente visitou as instalações em junho de 2013. De acordo com o gerente do Porto de Mogadíscio, Abdullahi Ali Nur, os delegados, juntamente com funcionários somalis locais, receberam relatórios sobre as funções do porto como parte da fase de planejamento do projeto de reconstrução.
A administração do Porto de Mogadíscio também alcançou um acordo com representantes da empresa iraniana Simatech LLC, para lidar com operações vitais no porto. Sob o nome de "Mogadishu Porta Container Terminal", a empresa está programada para lidar com todas as funções técnicas e operacionais do porto.

#### Ferroviário
Havia projetos durante a década de 1980 para reativar a estrada de ferro 114 km entre Mogadíscio e "Jowhar", Construída pelos italianos em 1926, mas desmantelados em WWII pelas tropas britânicas. O "Mogadíscio-Villabruzzi Ferroviário" foi planejada em 1939 para ligar a cidade a Adis-Abeba.

## Cultura e sociedade

### Educação

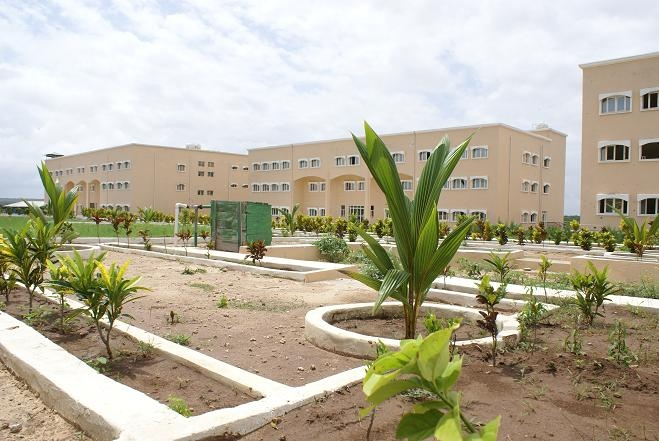
Campus da Universidade de Mogadíscio.

Mogadíscio abriga diversas instituições escolares, desde o nível primário, até o nível fundamental e superior. Como parte do programa de renovação educacional do governo, cem escolas em toda a capital estão programadas para serem remodeladas e reabertas nos próximos anos.
A Universidade Nacional da Somália (em inglês: Somali National University, de sigla SNU), principal instituição de ensino superior no país, tem sua sede estabelecida na cidade. Foi criada na década de 1950, durante o período de tutela. Em 1973, seus programas, cursos e instalações foram ampliados. A Universidade Nacional da Somália desenvolveu-se, ao longo de 20 anos, para uma instituição de ensino superior expansiva, com 13 departamentos, cerca de 700 funcionários e mais de 15 000 alunos. Em 14 de novembro de 2013, o Conselho de Ministros aprovou por unanimidade um plano do governo federal para reabrir a Universidade Nacional da Somália, que havia sido fechada no início de 1990. A iniciativa da reforma deverá custar 3 600 mil dólares USD.

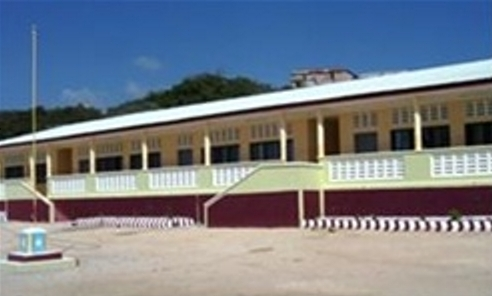
Escola Hamar Jajab, em Mogadíscio

A Universidade de Mogadíscio é uma organização não-governamental que é governada por um Conselho de Curadores e pelo Conselho Universitário. É a ideia de um número de professores da Universidade Nacional da Somália, bem como outros intelectuais somalis que procuraram encontrar formas de proporcionar o ensino pós-secundário, na sequência da guerra civil. Financiado pelo Banco Islâmico de Desenvolvimento, em Jidá, na Arábia Saudita, bem como outras instituições doadoras, a universidade possui centenas de jovens licenciados de suas sete faculdades, algumas das quais continuam a levar a cabo o mestrado no exterior, financiado por um programa de bolsa de estudos. A Universidade de Mogadíscio tem estabelecido parcerias com várias outras instituições acadêmicas, incluindo a Universidade de Aalborg, na Dinamarca, três universidades no Egito, sete no Sudão. uma em Djibouti e outras duas no Iêmen. Também tem sido marcado entre as 100 melhores universidades na África, apesar do ambiente hostil, que foi saudado como um triunfo para iniciativas.
A Universidade Nacional Somália, fundada em 1954 ainda durante a ocupação italiana, foi fechada por tempo indeterminado devido a danos extensos.
Em 1999, o Instituto da Somália de Gestão e Administração (SIMAD) foi co-fundada em Mogadíscio pelo presidente em exercício da Somália, Hassan Sheikh Mohamud. A instituição, posteriormente, se transformou na Universidade SIMAD, com Mohamud atuando como reitor até 2010. Ela oferece cursos de graduação em diversas áreas, incluindo economia, estatística, negócios, contabilidade, tecnologia, ciência da computação, ciências da saúde, educação, direito e administração pública. A Universidade Benadir (BU) foi criada em 2002 com a intenção de formação de médicos. Desde então, expandiu-se para outros campos. Outra instituição de ensino superior na cidade é a Universidade Jamhuriya da Ciência e Tecnologia. Há também, o Instituto Politécnico de Mogadíscio e um campus da Universidade Shabelle. Além disso, um campus da Universidade de Novo Islâmico está sendo construído.

### Esportes
O Estádio de Mogadíscio foi construído em 1978 durante o governo Barre, com a ajuda de engenheiros chineses. A instalação foi utilizada principalmente para a realização de atividades esportivas, como a Copa da Somália e para jogos de futebol com equipes da Primeira Divisão da Somália. Eventos presidenciais e comícios políticos, entre outros eventos, também foram realizados no estádio. Em setembro de 2013, o governo federal somali e seu homólogo chinês assinaram um acordo de cooperação oficial em Mogadíscio, como parte de um plano de recuperação nacional de cinco anos na Somália. O pacto visa a reconstrução de vários espaços desportivos, incluindo o Estádio de Mogadíscio.
O Estádio Konis é outra das principais instalações esportivas da capital. Em 2013, a Federação Somali de Futebol lançou um projeto de renovação na instalação do estádio. O Estádio de basquete Ex-Lujino, no Distrito Abdulaziz, também passou por uma reabilitação, com financiamento fornecido pela empresa local Hormuud Telecom. Além disso, a autoridade municipal supervisionou a reconstrução do Estádio Banadir.
Várias organizações desportivas nacionais também têm a sua sede em Mogadíscio. Entre eles estão o Comitê Olímpico da Somália, a Federação de Futebol da Somália e a Federação de Basquetebol da Somália. A Federação de Karatê e Taekwondo do país também está sediada na cidade.